# Brigitte Heick
Brigitte Heick (* 9. Februar 1943 im Deutschen Reich) ist eine deutsche Kostümbildnerin.

## Leben und Wirken
Nach der Mittleren Reife erhielt Brigitte Heick an der Modeschule Hamburg eine Ausbildung zur Gewandmeisterin und Kostümbildnerin. Es folgte eine praktische Fortbildung als Assistentin beim NDR sowie im Theaterbetrieb F. W. Burmeister. 1965 begann Heick als Kostümbildnerin tätig zu werden. In dieser Funktion arbeitete sie ab Beginn der 1970er Jahre in den kommenden drei Jahrzehnten mit führenden deutschen Fernsehregisseuren zusammen, darunter Peter Schulze-Rohr, Wolfgang Staudte, Wolfgang Petersen, John Olden, Eberhard Itzenplitz, Alfred Weidenmann, Thomas Fantl und Horst Königstein. 
Brigitte Heick belieferte auch zahllose Fernsehshows, die zum Teil von dem Routinier Ekkehard Böhmer inszeniert wurden, und war für die Werbung tätig. Bereits 1987 gab sie an, rund 150 Fernsehspiele und ca. 100 Shows (darunter auch der große ARD-Samstagabend-Erfolg Am laufenden Band mit Rudi Carrell und zwei späte Otto-TV-Shows mit Komiker Otto Waalkes) mit ihren Kostümentwürfen versorgt zu haben. Auch zwei frühe Tatort-Krimis rund um die NDR-Kommissare Trimmel und Finke zeigten Heicks Kostüme. Seit der Jahrtausendwende ist keine kostümbildnerische Aktivität Heicks bei Film und Fernsehen mehr nachzuweisen.

## Filmografie
Als Kostümbildnerin beim Fernsehen, wenn nicht anders angegeben
- 1971: Tatort: Blechschaden
- 1971: Tatort: Der Richter in Weiß
- 1972: Sonderdezernat K1 (Folge: Kassensturz um Mitternacht)
- 1974: Tatort: Gift
- 1974: Bismarck von hinten oder Wir schließen nie
- 1974–1976: Am laufenden Band (Unterhaltungsshow-Reihe)
- 1978: Die Otto-Show VI (Unterhaltungsshow)
- 1979: Die Otto-Show VII (Unterhaltungsshow)
- 1980: …und ab geht die Post! Briefträgergeschichten von gestern
- 1982: Zwei Tote im Sender und Don Carlos im PoGl
- 1983: So ein Theater!
- 1983: Der gewöhnliche Sozialismus
- 1984: Treffpunkt im Unendlichen
- 1985: Ein Mann ist soeben erschossen worden
- 1986: Reichshauptstadt privat
- 1987: Harald und Eddi (Sketchshow-Reihe)
- 1990: Murder East – Murder West
- 1992–1996: Evelyn Hamanns Geschichten aus dem Leben (Serie)
- 1993: Schulz & Schulz V – Fünf vor zwölf
- 1994: Blankenese (Serie)
- 1995: Stadtgespräch (Kinofilm)
- 1998: Ärzte (Serie, eine Folge)
- 1999: Die blauen und die grauen Tage